# European School of Management and Technology
De European School of Management and Technology, ook ESMT Berlin is een private non-profit business school met hoofdcampus in het centrum van Berlijn.
De onderwijsinstelling is een initiatief van de grootste conglomeraten in de Duitse industrie en werd in 2002 gesticht door Airbus Group, Allianz SE, Axel Springer SE, Bayer AG, Bayerische Hypo- und Vereinsbank AG, Bayerische Motoren Werke AG, Bundesverband der Deutschen Industrie e. V., Bundesvereinigung der Deutschen Arbeitgeberverbände e. V., Daimler AG, Deutsche Bank AG, Deutsche Lufthansa AG, Deutsche Post AG, Deutsche Telekom AG, Deutsche Industrie- und Handelskammer, E.ON AG, GAZPROM Germania GmbH, KPMG AG Wirtschaftsprüfungsgesellschaft, MAN SE, McKinsey & Company, Inc., Münchener Rückversicherungs-Gesellschaft AG, Robert Bosch GmbH, innogy SE, SAP SE, Siemens AG, The Boston Consulting Group en thyssenkrupp AG.
De hogeschool is sinds begin 2006 gevestigd op de Schloßplatz op het Spreeinsel, in de Staatsratsgebäude, na een restauratie en aanpassing van dit vroegere overheidsgebouw die liep van 2003 tot 2005 met een budget van € 35 miljoen. Architect van de bouwkundige renovatie was Hans-Günter Merz van HG Merz. 
ESMT had eveneens een campus in Erftstadt bij Keulen, in Schloss Gracht, een historisch kasteel en terrein waar het geslacht Metternich eeuwenlang woonde. Vanaf 1968 was dat complex de thuisbasis van de Universitätsseminar der Wirtschaft (USW) die executive education cursussen aanbood. USW werd in 2004 geïntegreerd in ESMT Berlin en werd de site van ESMT's Duitstalige executive education cursussen. Na de succesvolle integratie van de cursussen in de hoofdcampus van ESMT in Berlijn, werd Schloss Gracht op 30 november 2018 verkocht.  In 2017 opende de hogeschool een bijhuis in Shanghai.
De hogeschool heeft Duitse Promotionsberechtigung en is dus geauthoriseerd PhD's uit te reiken. De business school heeft triple accredition, wat de erkenning inhoudt door AACSB (Association to Advance Collegiate Schools of Business), AMBA (Association of MBAs) en EQUIS (European Quality Improvement System), en is bijkomend ook door het Duits-Zwitsers-Oostenrijks FIBAA gecertificeerd.

## Studierichtingen
ESMT Berlin biedt de volgende studieprogramma's:
- Full-time MBA
- Part-time MBA
- Executive MBA
- Master's in Management

## Partners
In 2012 was ESMT Berlijn stichtend medelid van het Global Network for Advanced Management (GNAM) dat enkele leidende business schools groepeert waaronder HEC Paris, IMD Lausanne, Fudan School of Management, de Haas School of Business UC Berkeley en de Yale School of Management. ESMT Berlijn is ook lid van European Foundation for Management Development (EFMD).
Als deel van het Global MiM Network biedt de samenwerking met Imperial College London, Singapore Management University en Queen's University at Kingston studenten de mogelijkheid vakken op te nemen in elk van de andere instellingen om zo een meer globale studieervaring te verkrijgen.
Lokaal werkt de instelling nauw samen met de Humboldt-Universität zu Berlin, de Technische Universität Berlin en de Freie Universität Berlin en in Duitsland met de Mannheim Business School, de Frankfurt School of Finance & Management, de HHL Leipzig Graduate School of Management en de WHU-Otto Beisheim School of Management.

## Ranking
In 2019 werd ESMT Berlin als negende Europese business school gerangschikt door de Financial Times en als vijftiende door Bloomberg Businessweek. In de QS Global MBA Rankings 2020 kreeg de instelling plaats 80 wereldwijd van Quacquarelli Symonds (QS).

## Galerij

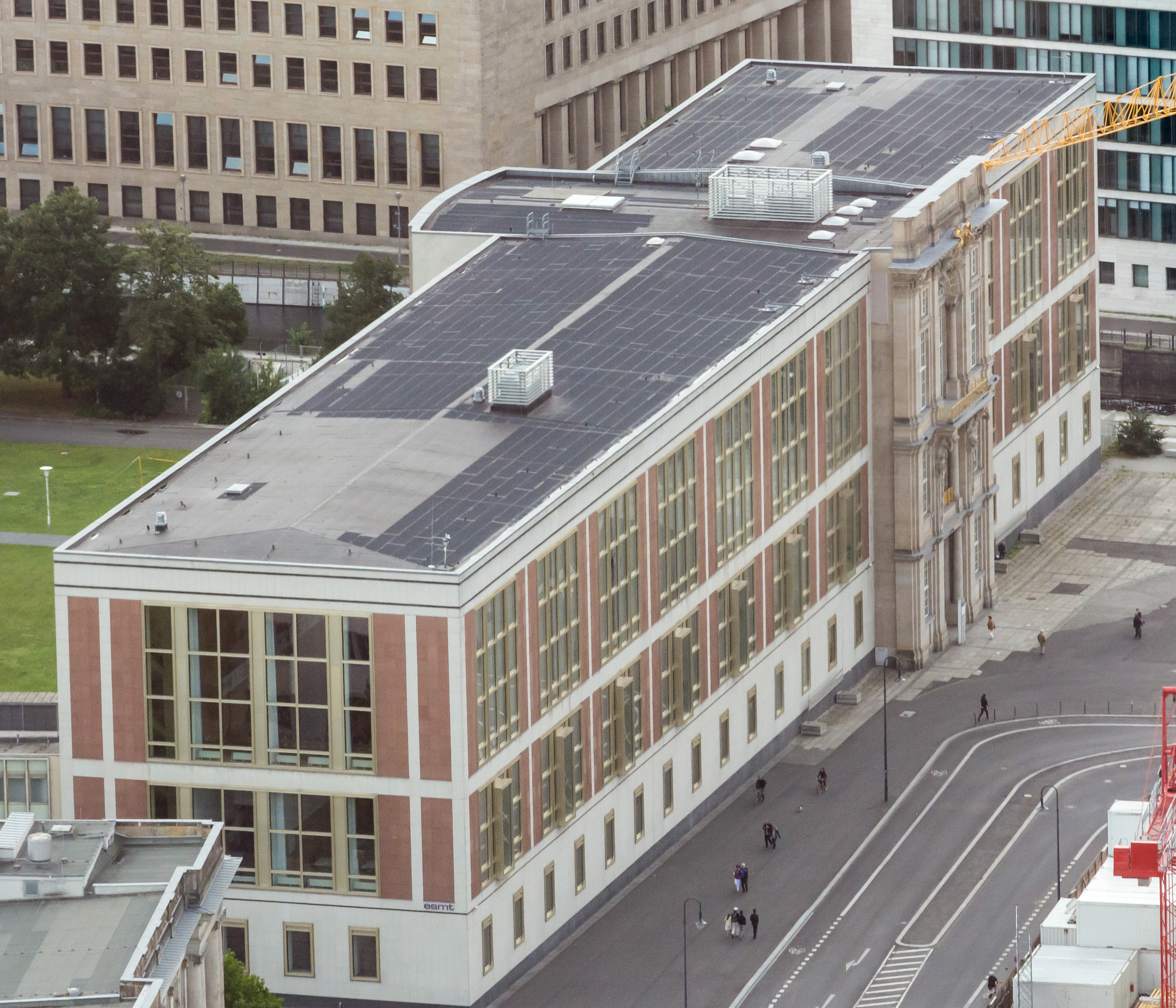
Campus Berlijn, in het voormalige Staatsratsgebäude
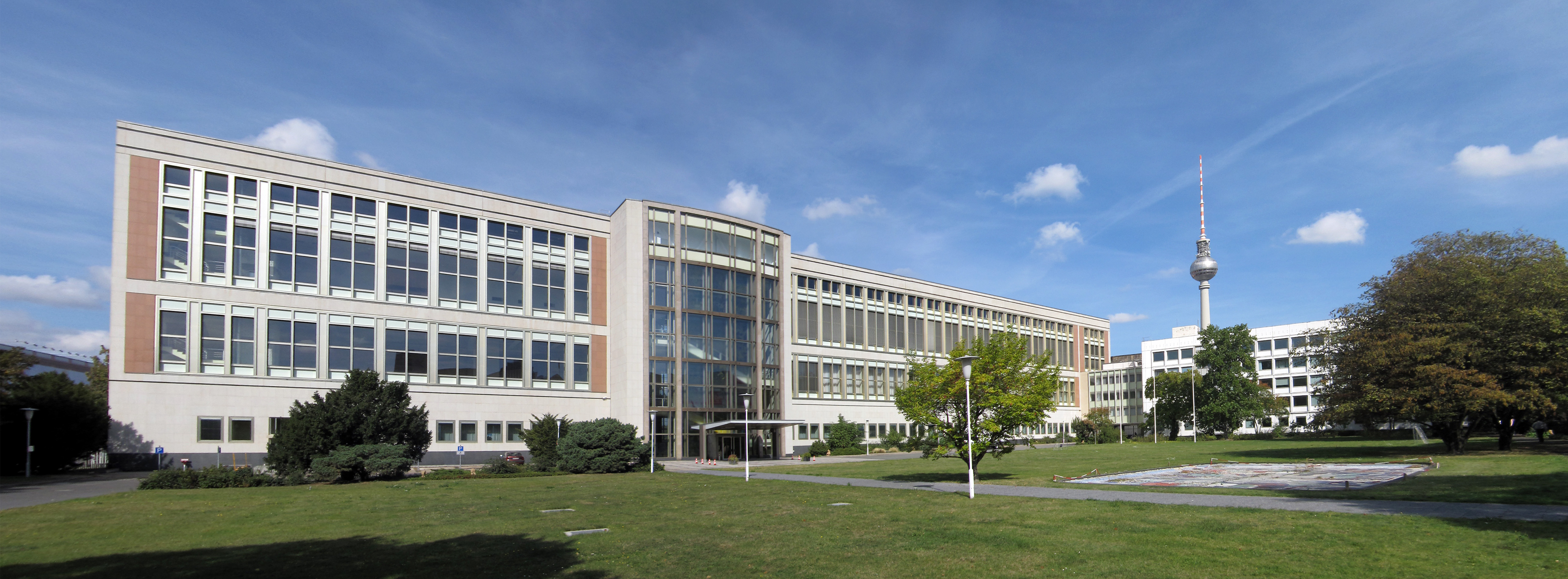
Achtergevel van de ESMT Berlin, en de tuin van de Staatsratsgebäude
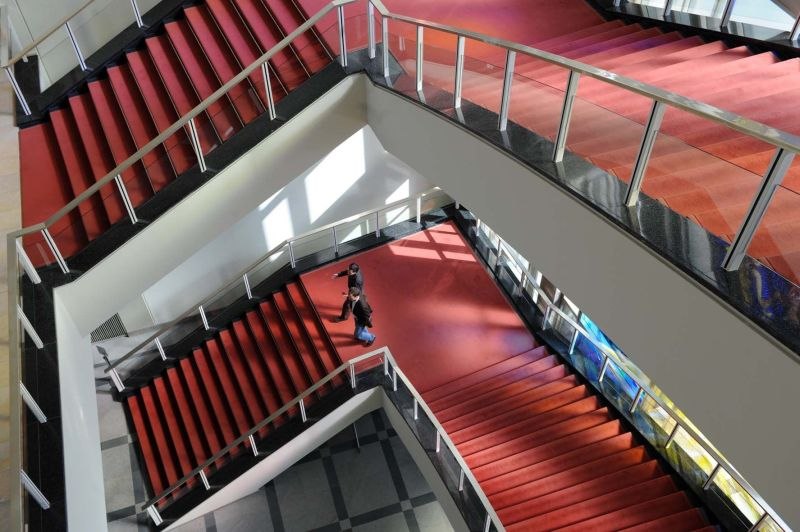
Centrale traphal